# 别尔哥罗德的旗帜

别尔哥罗德的旗帜

别尔哥罗德市的旗帜是俄罗斯联邦别尔哥罗德州别尔哥罗德市的官方标志之一（与国徽一起）。这面旗帜象征着城市居民的团结与合作。
目前的旗帜是1999年7月22日由别尔哥罗德市议会第321号决定批准的，并于2002年被列入俄罗斯联邦国家纹章登记册，登记号为978。.

## 描述
别尔哥罗德的市旗（蓝色帆布，底部有白色条纹）显示一只黄色的狮子用后腿站立，一只白色的鹰在它上面翱翔。这个城市的象征意义有300多年的历史，可以追溯到彼得大帝的统治时期。俄罗斯沙皇将该纹章赠予别尔哥罗德市民，以纪念波尔塔瓦战役（1709年）中对瑞典人的胜利。1712年，纹章设计被展示在击败敌人的别尔哥罗德团的旗帜上，而在1727年，它成为新成立的省份的标志。.